# قطر الندى الأرمنية
قَطْر النَّدى وقيل بَدر الدَّجَى الأرمنيَّة، هي أُمُّ ولد للخليفة العبَّاسي أحمد القادِر بالله، وأنجبت لهُ الخليفة عبد الله القائم بأمر الله.
وقعت والدة الخليفة عبد الله القائم بأمر الله، قطر النَّدى في أسر الثَّائر البُويهي المُوالي للفاطِميين، ويُدعى البَساسيري حينما ثار في بَغْدَاد وسيطر عليها لفترةٍ قصيرة. بقيت قطر النَّدى في الأسر حتى استنجد الخليفة بالسُّلطان السَّلجُوقيُّ طُغْرُل بك بالقُدوم إلى بَغْدَاد وإنهاء الحُكم البُويهي، فجاء وأنهى البُويهيين وقُتل البساسيري وحُررت قطر النَّدى وعادت إلى قصر ابنها في بَغْدَاد. وُصفت بأنها أحد أسباب تحسُّن العلاقة بين الخِلافة العبَّاسيَّة ومملكة أرمينية بفضلها.

### فهرس المنشورات
1. ↑  العزايزة (2004)، ص. 58.

### فهرس الوب
1. ↑  "إسلام ويب - سير أعلام النبلاء - الطبقة الثامنة عشر - القائم بأمر الله- الجزء رقم15". www.islamweb.net. مؤرشف من الأصل في 2024-03-16. اطلع عليه بتاريخ 2024-03-16.
2. ↑  "ملحق أزتاك العربي للشؤون الأرمنية". aztag15.rssing.com. مؤرشف من الأصل في 2024-03-16. اطلع عليه بتاريخ 2024-03-16.

### معلومات المنشورات كاملة
المقالات المحكمة
- وجدان حسن العزايزة (25 يوليو 2004). "المرأة في العصر العباسي (447هـ-656هـ/1055م-1258م)". جامعة اليرموك. إشراف: يوسف غوانمة. QID:Q124883412.